# 代尼亚克
代尼亚克（法語：Daignac）是法国吉伦特省的一个市镇，位于该省中东部，属于利布尔讷区。该市镇总面积5.73平方公里，2009年时的人口为484人。

## 人口
代尼亚克人口变化图示